# (7917) Hammergren
(7917) Hammergren ist ein Asteroid des inneren Hauptgürtels, der am 2. März 1981 vom US-amerikanischen Astronomen Schelte John Bus während des U.K. Schmidt-Caltech Asteroid Survey am Siding-Spring-Observatorium (IAU-Code 413) in der Nähe von Coonabarabran in Australien entdeckt wurde.
Benannt wurde er am 6. Mai 2012 nach dem US-amerikanischen Astronomen Mark Hammergren (* 1964), der am Adler-Planetarium in Chicago arbeitet und dort den Astro-Science Workshop leitet.